# Eridolius flavomaculatus
Eridolius flavomaculatus là một loài tò vò trong họ Ichneumonidae.